# Cochleanthes
Cochleanthes é um género botânico pertencente à família das orquídeas (Orchidaceae). Foi proposto por Rafinesque, em 1838, publicado em Flora Telluriana 4: 45. A espécie tipo é a Cochleanthes flabelliformis (Sw.) Schult. & Garay, descrita por Swarts em 1788 como Epidendrum flabelliforme.

## Etimologia
O nome deste gênero (Cnths.) deriva da latinização de duas palavras gregas: κόχλος (kókhlos), que significa "concha" ou  "caracol";  e ανθος - ανθεος'(anthos, antheos), que significa "flor", referindo-se à forma de sua flor.

## Descrição
Recentemente este gênero foi dividido em dois com a maior parte das espécies subordinada a Warczewiczella. Como a mudança é recente ainda vêm aqui classificadas em Cochleanthes.
Cochleanthes agrupa pouco mais de dez espécies epífitas de crescimento cespitoso, sem pseudobulbos, que existem do México ao sul do Brasil, cujo centro de dispersão pode ser considerado as florestas da América equatorial. Cinco das espécies são encontradas no Brasil, nas matas tropicais e equatoriais úmidas e sombrias da Bahia ao Paraná e da Amazônia.
São plantas de porte médio e rizoma muito curto, que crescem em fascículos compostos por estreitas folhas lanceoladas, com nervura dorsal proeminente, disticamente imbricadas, herbáceas, moles. Das axilas das folhas emerge a curta inflorescência arqueada que comporta apenas uma flor. Estas são carnosas, delicadamente perfumadas.
As sépalas são muito parecidas entre sí, planas ou levermente curvadas. As pétalas são algo diferentes das sépalas, em regra curvadas, para frente ou para trás, nas espécies brasileiras normalmente brancas, mas nas exóticas podem ser levemente pintalgadas ou coloridas.
A coluna é curta e sem asas, ou apenas com pequenas aurículas, tem curto pé na base formando um mento obtuso, onde se insere o labelo, este frouxamente preso ou articulado por curtíssimo unguículo, projetado para a frente, mais largo que longo, em formato de concha, levemente trilobado, apresentando margens onduladas ou lisas, na base com calo transversal de borda denteada, inteiro ou nervurado. A antera contém dois pares de polínias cerosas.
Todas interessantes e fáceis de cultivar, florescem regularmente quando proporcionamos ambiente sombrio, altamente úmido, com temperatura amena.

## Lista de espécies
1. Cochleanthes aromatica (Rchb.f.) R.E.Schult. & Garay, Bot. Mus. Leafl. 18: 323 (1959)
2. Cochleanthes flabelliformis (Sw.) R.E.Schult. & Garay, Bot. Mus. Leafl. 18: 324 (1959)
3. Cochleanthes lueddemanniana (Rchb.f.) R.E.Schult. & Garay, Bot. Mus. Leafl. 18: 326 (1959)
4. Cochleanthes trinitatis (Ames) R.E.Schult. & Garay, Bot. Mus. Leafl. 18: 326 (1959)